# المسيحية في تركمانستان

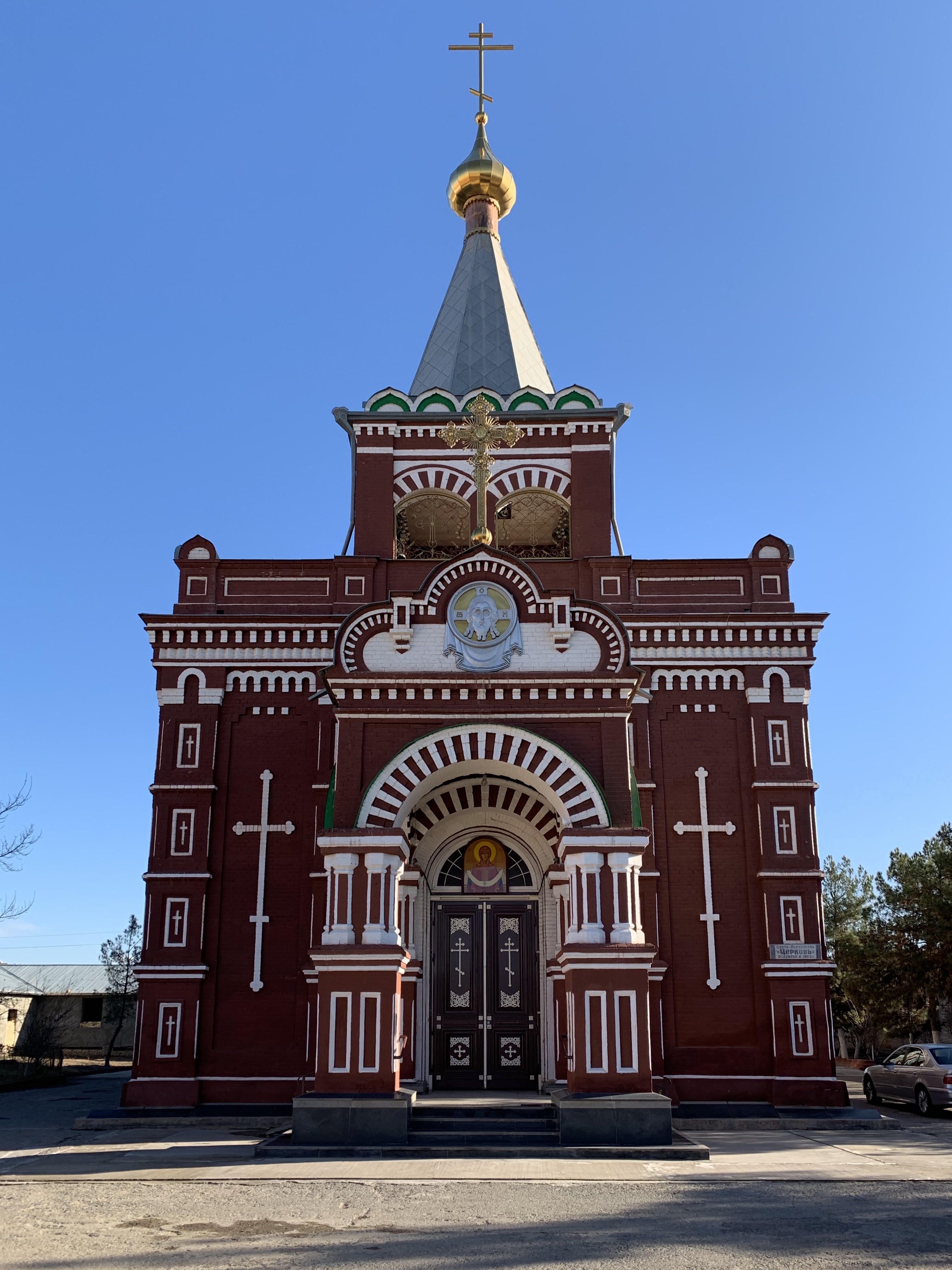
كنيسة شفاعة العذراء الأرثوذكسيَّة في مدينة ماري.

تُشكّل المسيحية في تركمانستان ثاني أكثر الديانات انتشاراً بين السكان بعد الإسلام، وفقًا لإحصائية مركز بيو للأبحاث عام 2010 يُشّكل المسيحيين ومعظمهم من أصول روسيَّة حوالي 6.4% من مجمل السكان في تركمانستان، أي حوالي 320,000 نسمة. وتُعتبر الأرثوذكسية الشرقية أكبر الطوائف المسيحية في تركمانستان. الكنيسة الروسية الأرثوذكسية هي المذهب الرئيسي بين مسيحيي تركمانستان، والأغلبيَّة الساحقة من أعضاء هذه الكنيسة هم من الناطقين بالروسية ويعود وجودهم إلى استيطان الروس والأوكرانيين خلال حقبة الإمبراطورية الروسية، بينما الكنيسة الرومانية الكاثوليكية هي الأكثر انتشارًا في بين الإثنية البولندية والألمانية القاطنة في البلاد. وتُعد الكنائس البروتستانتية المختلفة إحدى أبرز المذاهب بين مسيحيي تركمانستان، وعدد من أعضاء هذه الكنائس هم من الإثنيَّة التركمانيَّة ومعظمهم من معتنقي المسيحية.
تعود جذور المسيحيَّة في البلاد إلى القرن السادس قبل ظهور الإسلام، حيث ضمت البلاد مجتمعات مسيحية شرقية لا بأس بها، بما في ذلك النساطرة والسريان الأرثوذكس وكان أتباع كنيسة المشرق من المتعلمين الذين اتقنوا السريانية. وبدأت كنيسة المشرق بالوهن في البلاد بعد القرن الثالث عشر تحت ضغط الصراعات بين المنغول والصليبيين والمسلمين وأدت سلسلة اضطهادات شنها قادة الترك والمنغول الداخلين حديثا إلى الإسلام إلى انهيار المجتمعات المسيحية في آسيا الوسطى. أعيد إحياء المسيحية في البلاد خلال القرن التاسع عشر وذلك بعد الغزو الروسي في القرن التاسع عشر، عندما تم بناء الكنائس الأرثوذكسية الروسية المختلفة في المدن الكبيرة.

## تاريخ

### العصور الوسطى

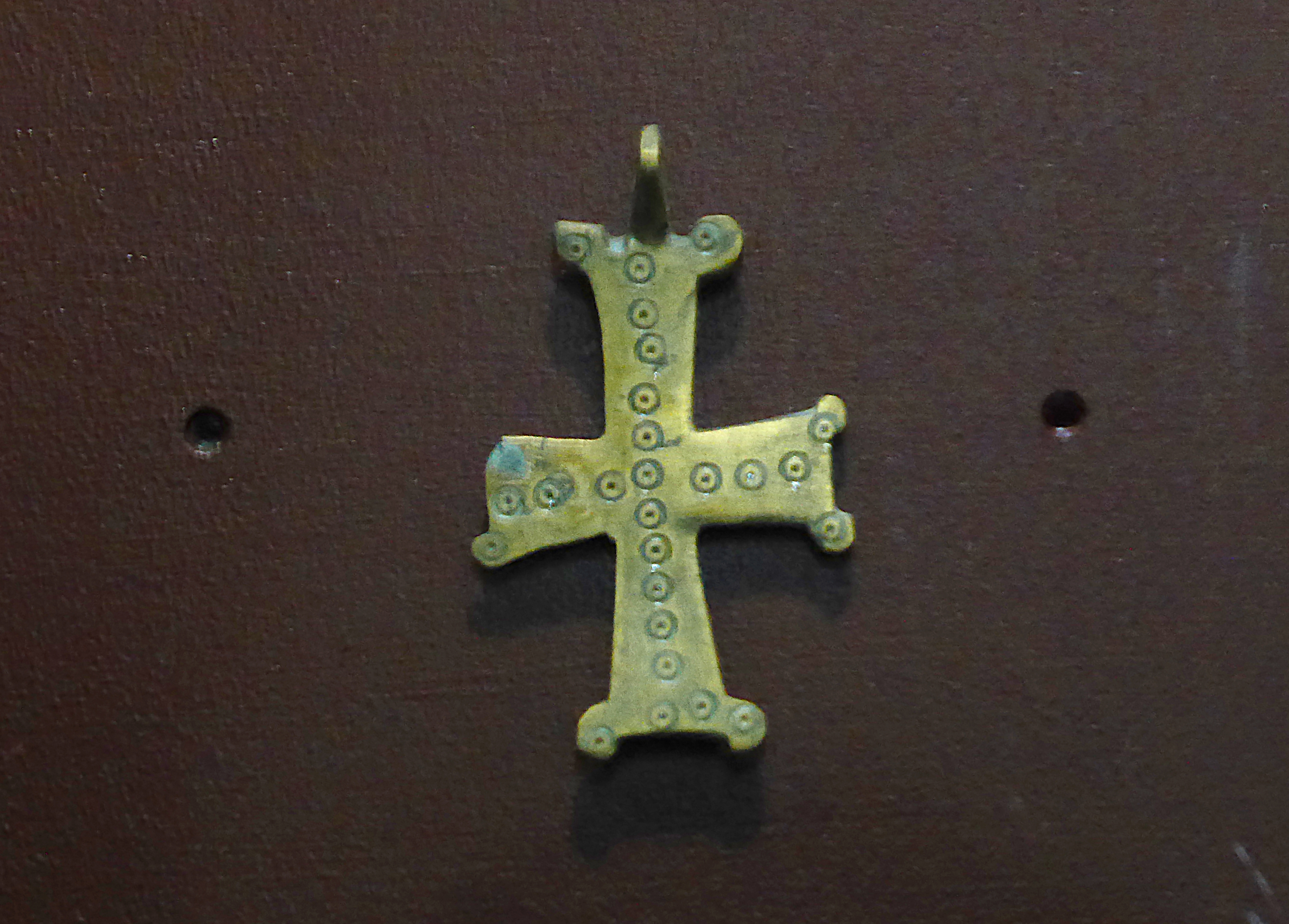
صليب نسطوري معروض في متحف ماري بمدينة ماري.

كان المسيحيون الأوائل الذين دخلوا آسيا الوسطى (بما في ذلك تركمانستان) مبشرين نساطرة في القرن الرابع، حيث قاموا بالتبشير في المسيحية بين السكان المحليين. وكان في بلاد ما وراء النهر أقليَّة من النساطرة المسيحيين، نزحوا إليها هربًا من بلاد الروم نتيجةً لِمُطاردة الإمبراطوريَّة البيزنطيَّة لِلنساطرة المُنشقين على الكنيسة، فانطلق أولئك المُضطهدون يلتمسون مجالًا لِنشاطهم في الشرق الأقصى، فمهَّدت كراهيَّتهم لِلروم البيزنطيين لِكسب عطف الفُرس الساسانيين عليهم، وقد اتَّخذت المسيحيَّة مركزًا في سمرقند حيثُ أنشأت لها أُسقُفيَّة فيما بين سنتيّ 411 و415م. من القرن الخامس وما بعده كانت هناك حركات كبيرة للشعوب في آسيا وكان هذا يعني بالنسبة لأوروبا وتركمانستان وصول قبيلة تركية من شرق آسيا تسمى أوغوز (أسلاف التركمان الحاليين). في القرن الثامن دخل الإسلام المنطقة، ووصلت أوج قوتها بين القرنين السادس والرابع عشر حيث كانت حينئذ أكبر كنيسة انتشاراً جغرافياً ممتدة من مصر إلى البحر الأصفر شرقا كما شملت بالإضافة إلى السريان المشارقة الذين احتفظوا بالبطريركية تقليديا الملايين من الفرس والترك والمغول والهنود والصينيين. تبعت البلاد تقليدياً مطرانية أديابين أو حدياب السريانية، والتي مناطق أربيل والموصل. وتضمنت أبرشياتها المعروفة بيت بغاش (منطقة هكاري في شرق تركيا) وأداربايجان (جانزاك، إلى الجنوب الشرقي من بحيرة أورمية). وبدأت كنيسة المشرق بالوهن في البلاد بعد القرن الثالث عشر تحت ضغط الصراعات بين المنغول والصليبيين والمسلمين وأدت سلسلة اضطهادات شنها قادة الترك والمغول الداخلين حديثاً إلى الإسلام إلى انهيار المجتمعات المسيحية في آسيا الوسطى.
بين عام 1242 إلى عام 1502 ظهرت خانية القبيلة الذهبية وهي دولةٌ قامت بدايةً كإحدى خانيَّات إمبراطوريَّة المغول، واحتلَّت الرُكن الشمالي الغربي منها.كانت البلاد التي شكَّلت خانيَّة القبيلة الذهبيَّة تحتضنُ عدَّة أديَّان مُنذ الفترة السابقة على اعتناق أهلها لِلإسلام. فمن الديانات السماويَّة التي كانت مُنتشرة: المسيحيَّة، إذ كان التُرك المحليُّون من القفجاق يتعرَّضون - من قبل عهد المغول - لِلتأثير المسيحي الوافد من الإمارات الروسيَّة وأوروپَّا الغربيَّة، عن طريق التبشير، وعندما قامت الخانيَّة وثبَّتت أركانها، لم يفتر الترويج لِلمسيحيَّة، وخيرُ دليلٍ على ذلك وُجُود مُعجم قفجاقي - كوماني، يرجع إلى آخر القرن الثالث عشر الميلادي، ويحوي ترجمة تُركيَّة لِلإنجيل، ولِبعض التراتيل الكاثوليكيَّة، وتُؤكِّد هذه الترجمة على علم المُبشرين النصارى بِاللُغة التُركيَّة، وقد رأى ابن بطُّوطة في القرم بين كفَّة وكرچ قومًا من القفجاق يدينون بِالمسيحيَّة، وكان بِالقرم نصارى محليُّون ينتسبون إلى عُنصُرٍ قوميٍّ آخر. ومع تحوُّل الخانيَّة إلى دولةٍ إسلاميَّة، عامل الخوانين المُسلمين رعاياهم المسيحيين بِالحُسنى، فأعفوا القساوسة من الضرائب، وسمح بركة خان - الذي عمل على ترسيخ الإسلام وسط شعبه - بِتأسيس أبرشيَّةٍ مسيحيَّة في سراي سنة 1261م، واستمرَّ التسامح الديني التَّام طوال عُهُود الخوانين الذين تلوه. ويُلاحظ أنَّهُ بعد انهيار الدولة الإلخانيَّة في سنة 756هـ المُوافقة لِسنة 1355م، نقلت البعثات التبشيريَّة، القادمة من غربيّ أوروپَّا، نشاطها من إيران إلى بلاد التتر الشماليَّة. في القرن السادس عشر، أصبحت تركمانستان جزءًا من خانية الأوزبك وهي حقبة أثرت بعمق في ثقافة البلد ودينه.

### العصور الحديثة

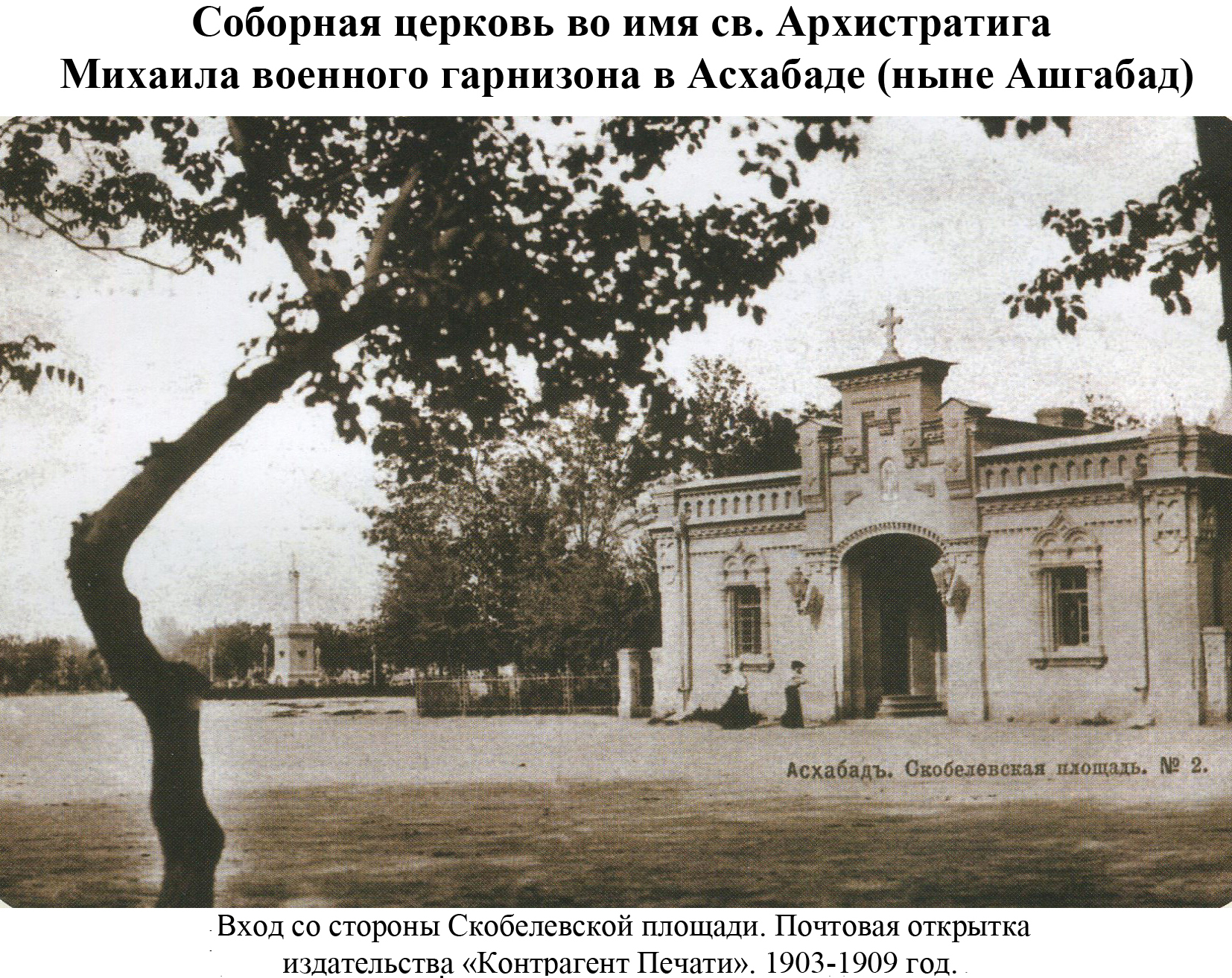
صورة تاريخيَّة لكنيسة الملاك ميخائيل الأرثوذكسيَّة في عشق آباد، تعود إلى عام 1909.

يعود الوجود الحالي للمسيحيين في تركمانستان إلى القرن التاسع عشر، في عام 1867 وسعَّت الإمبراطورية الروسية أراضيها إلى آسيا الوسطى خلال عدد من الحملات العسكريَّة، وقهرت خانية الأوزبك في خيوة وبخارى. فرضت الإمبراطورية الروسية كامل سيطرتها على آسيا الوسطى وانتزعت تنازلات إقليمية وتجارية هامة من الصين. ومع السيطرة الروسية بدأ الروس الذين ينتمون في الغالب إلى الكنيسة الروسية الأرثوذكسية بالإستيطان في البلاد، فقاموا ببناء الكنائس والأديرة في المدن والبلدات الكبرى، وتلاهم قدوم أعداد من الأوكرانيين والذين كانوا ينتمون في الغالب إلى المذهب الأرثوذكسي. أدَّى قدوم المهاجرين الروس والأوكرانيين إلى احياء انتشار الديانة المسيحية في المنطقة ذات الأغلبية المسلمة.
في الحقبة السوفيتية، تعرضت جميع المعتقدات الدينية للهجوم من قبل السلطات الشيوعية باعتبارها خرافات و«بقايا من الماضي». تم حظر معظم المدارس الدينية والشعائر الدينية، وأغلقت الغالبية العظمى من المساجد والكنائس في عشق آباد. خلال الحرب العالمية الثانية، أمر جوزيف ستالين بترحيل أعداد كبيرة من الألمان والأوكرانيين والبولنديين والكوريين إلى آسيا الوسطى، ومعهم، وجدت الطوائف المسيحية الأخرى مثل الكاثوليكية والبروتستانتية طريقها إلى تركمانستان. بعد الحرب العالمية الثانية قامت الحكومة السوفيتية بتشتيت أرمن الشتات، والذين شجعهم على الاستقرار في جمهورية أرمينيا الاشتراكية السوفيتية، في جميع أنحاء الاتحاد السوفيتي، وخلال هذه الحقبة تأسست أولى المجتمعات الأرمنية الأرثوذكسية في جمهورية تركمانستان الاشتراكية السوفيتية. خلال حرب مرتفعات قرة باغ في عام 1988، قدمت أعداد من اللاجئين الأرمن من أذربيجان خصوصاً من باكو إلى تركمانستان، وشكلوا لاحقاً مجموعة هامة من بين أرمن البلاد. بلغ عدد السكان الروس الأرثوذكس ذروته في عقد 1980 قبل تفكك الاتحاد السوفيتي.

#### الاستقلال

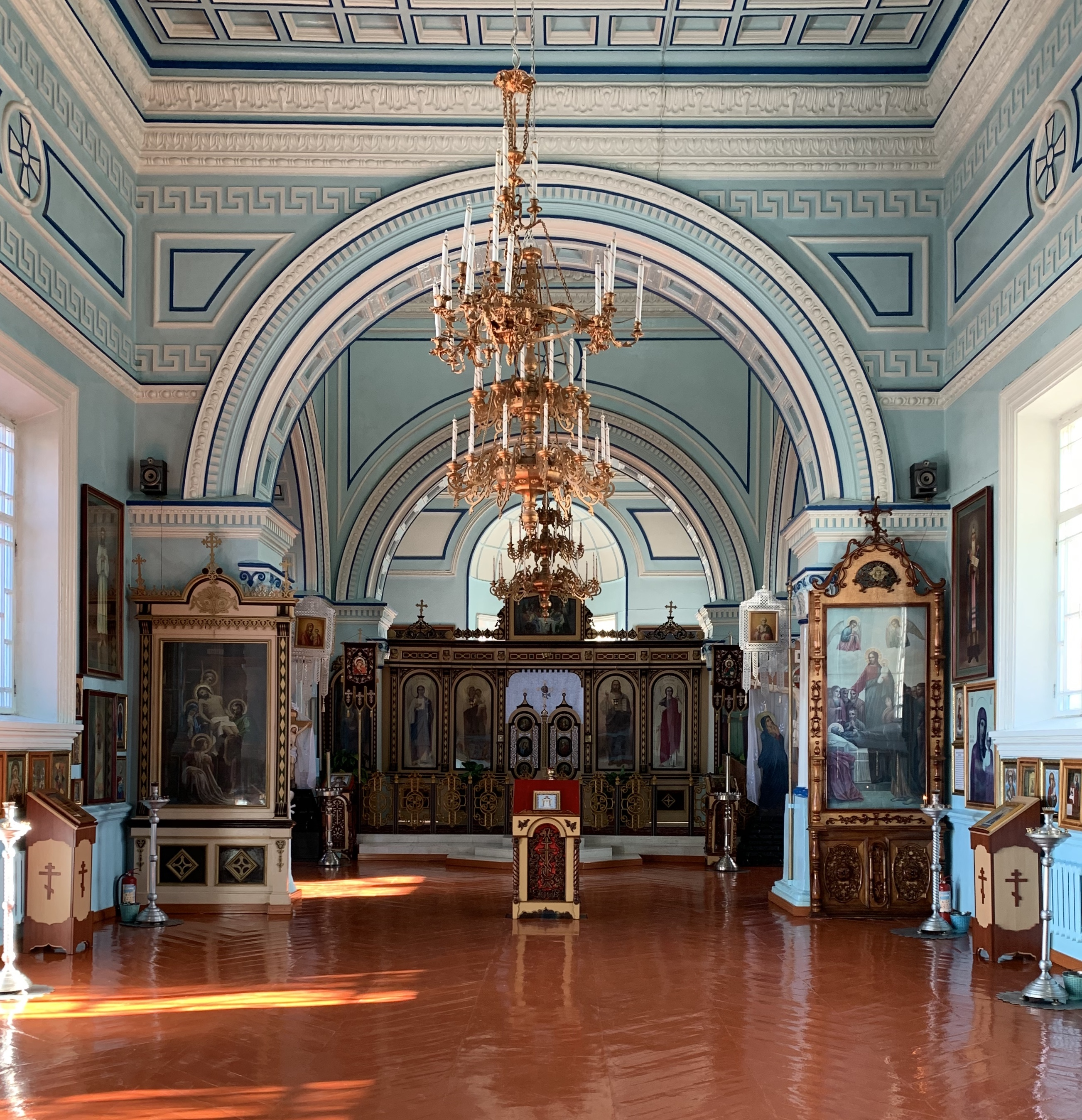
داخل كنيسة شفاعة العذراء الأرثوذكسيَّة في مدينة ماري.

في عام 1991 تفكك الاتحاد السوفيتي، فأصبحت تركمانستان دولة مستقلة. أشار تعداد عام 1995 إلى أن المواطنين من أصول روسيَّة كانوا يُشكلون 7% تقريبا من السكان، علمًا أنَّ الهجرة اللاحقة للمواطنين من ذوي الأصول الروسيَّة إلى روسيا وأماكن أخرى قد خفضت هذه النسبة. معظم المواطنين في تركمانستان من ذوي الأصول الروسيَّة والأرمنيَّة هم من المسيحيين الأرثوذكس. تتواجد في البلاد ثلاثة عشرة كنيسة روسية أرثوذكسية، منها ثلاثة مدينة في عشق آباد. ويقود كاهن مقيم في عشق آباد إدارة الكنيسة الأرثوذكسية داخل البلد، ويعمل في إطار الولاية الدينية لرئيس أساقفة الأرثوذكس الروس في طشقند بأوزبكستان. ولا توجد في البلاد أي من الأكاديميات الروسية الأرثوذكسية. تضم البلاد مجتمعات صغيرة من الطوائف غير المسجلة التالية وهي الكنيسة الرومانية الكاثوليكية، وشهود يهوه، والعديد من الجماعات المسيحية الإنجيلية بما في ذلك الكنيسة المعمدانية، والجماعات الخمسينية. وهناك جماعة صغيرة من المواطنين من الأصول الألمانية، ومعظمهم يعيشون في مدينة سيراكس وحولها، ويعتنق معظمهم المسيحية على مذهب اللوثرية. ويعيش ما يقرب من ألف مواطن من أصول بولنديَّة؛ وقد تم استيعابهم إلى حد كبير في المجتمع الروسي ويعتبرون أنفسهم أرثوذكس. تتمركز الجماعة الكاثوليكية في عشق آباد، والتي تضم بين صفوفها مواطنين وأجانب، ويتعبدون في كنيسة نونسياتور الرسوليَّة.
يعاني ويتأثر البروتستانت، بالإضافة إلى مجموعات مثل شهود يهوه بالقوانين التي تحظر التبشير، وقد تم تغريم شهود يهوه وسجنهم وتعرضوا للضرب لإيمانهم أو بسبب كونهم مستنكفين ضميريًا. وقد دمر الثوريون الشيوعيين في العشرينيات من القرن العشرين جميع الهياكل الأساسيَّة الكاثوليكية في البلاد. وفي عام 1997 بعد استقلال البلاد، قدم طلب بالاعتراف بالطائفة الكاثوليكية المحلية، ولكن رفض ذلك لأن الكنيسة المحلية لم يرأسها مواطن من من التركمان. واعتبارًا من عام 2010 ضمت الكنيسة الرومانية الكاثوليكية حوالي مئة عضوًا وثلاثين مُدرساً دينيًا. وفي تموز من عام 2010، تلقت البعثة الكاثوليكية اعترافًا حكوميًا رسميًا وأصبحت من ضمن الطوائف المعترف بها في البلاد. وهناك خطط جارية لطلب الإذن ببناء كنيسة كاثوليكية، واستعادة الكنيسة الأرمنية الكاثوليكية في تركمنباسي، فضلاً عن بناء كنيسة في سندار. ويوجد حاليا كاهنان، وشماس يخدم السكان الكاثوليك.
نتيجة للإرث الشيوعي وتطبيق سياسة إلحاد الدولة من قبل الحكومة السوفييتة السابقة لا يحضر جزء من التركمان بانتظام خدمات المساجد أو يُظهرون التزامهم علنًا، إلا من خلال المشاركة في التقاليد الوطنية المرخصة رسميًا والمرتبطة بالإسلام على المستوى الشعبي، بما في ذلك أحداث دورة الحياة مثل حفلات الزفاف والدفن والحج. وعلى الرغم من علمانية الدولة والفصل بين الدين والدولة يُعارض بعض القادة المسلمين المفهوم العلماني للحكومة وخاصةً الحكومة التي يُسيطر عليها الشيوعيون السابقون. تعهد بعض القادة الرسميين والمعلمين العاملين خارج الهيكل الرسمي بزيادة معرفة السكان بالإسلام، وزيادة دور الإسلام في المجتمع، وتوسيع نطاق الالتزام بمبادئه. لكن كون مثل هذا النشاط قد ينفر الأرثوذكسية السلافية، وضعت الحكومة خططًا لرفع مجلس الشؤون الدينية إلى مرتبة وزارة في محاولة لتنظيم الأنشطة الدينية بشكل أكثر إحكامًا.

## الطوائف المسيحية

### الأرثوذكسية

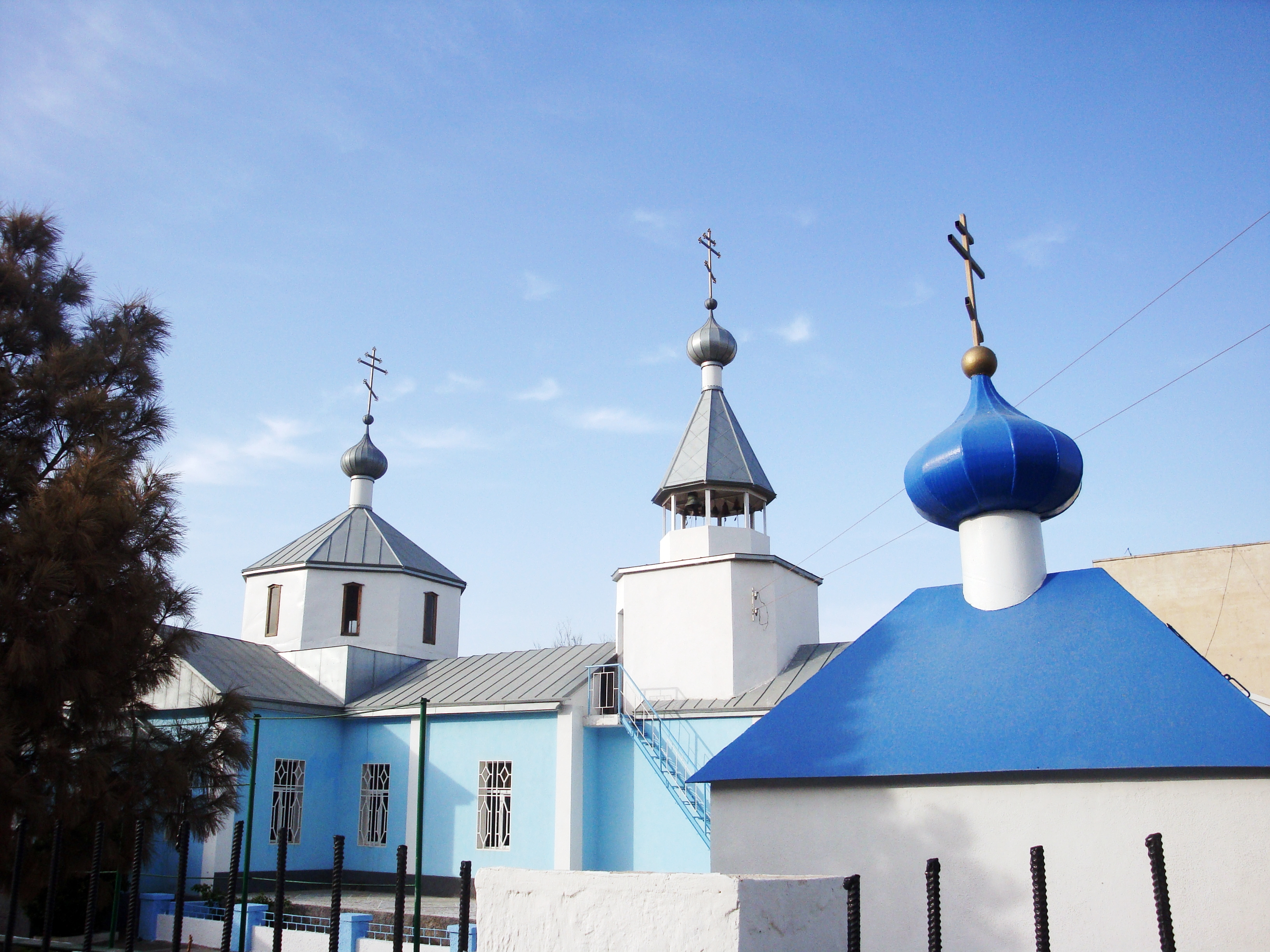
كنيسة الملاك ميخائيل في مدينة تركمانباشي.

تُشّكلالكنيسة الروسية الأرثوذكسية أكبر أقلية دينية في تركمانستان وهي كنيسة معترف بها رسميًا من قبل الحكومة، وفقاً لمركز بيو للأبحاث عام 2010 يشكل أتباع الكنائس الأرثوذكسية حوالي 5.3% من السكان أي حوالي 270,000 نسمة. والكنيسة هي تحت ولاية رئيس الأساقفة الأرثوذكسي في مدينة طشقند في أوزبكستان. ومعظم أتباع الكنيسة من المواطنين من العرقيَّة الروسيَّة. وهناك ثلاثة عشرة كنيسة روسية أرثوذكسية، وثلاثة منها في مدينة عشق آباد. ولا توجد معاهد دينيَّة تابعة للكنيسة الروسية الأرثوذكسية.
تضم تركمانستان جالية أرمنيَّة تدين في مذهب الكنيسة الرسولية الأرمنية، وتُشير الإحصائيات إلى أن عدد المواطنين الأرمن في تركمانستان يتراوح بين 30,000 إلى 34,000 نسمة. ويتبع الغالبية العظمى منهم إلى الكنيسة الأرمنيَّة الأرثوذكسيَّة. ويتوزع الأرمن في البلاد على ثلاثة مجموعات وهي: الأرمن المواطنين التركمان، واللاجئين الأرمن من أذربيجان، والمواطنين الأرمن من أرمينيا. وقد تبوأ الأرمن العديد من المناصب السياسية والاجتماعية الهامة في البلاد.

### طوائف مسيحية أخرى
تضم البلاد على عدد من أتباع الطوائف المسيحية الأخرى؛ حيث يعيش حوالي 250 كاثوليكي في تركمانستان، بعضهم من نسل العائلات البولنديَّة التي قدمت إلى البلاد قبل الحرب العالمية الثانية، بالإضافة إلى العديد من المسلمين الذين تحولوا إلى المسيحية الكاثوليكية، أو كاثوليك من خلفيَّة روسيَّة أرثوذكسيَّة أو خلفيَّة لادينية. وتضمّ البلاد أيضًا جاليةً ألمانيةً، والتي تنتمي في غالبها إلى البروتستانتية على مذهب اللوثرية؛ في حين هناك أيضًا وجود لبعض المسيحيين الإنجيليين من السكان المحليين في تركمانستان. وينتمون إلى كنائس منها كنيسة تركمانستان المعمدانيّة الإنجيلية، والأدفنتست، والخمسينية، وكنيسة النعمة الكبرى في تركمانستان، وكنيسة المسيح الدولة، والكنيسة الرسولية الجديدة في تركمانستان وجميع هذه الطوائف المسيحية مسجلة رسميًا من قبل الحكومة. ومنذ عام 2003 على جميع الجماعات الدينية أن تسجل رسميًا والنشاط الغير مسجل يعتبر نشاط غير قانوني. وفقاً لمنطمة أبواب مفتوحة عام 2018 تُقدر أعداد التركمان الأصليين الذين تحولوا من الإسلام إلى المسيحية بحوالي ألف شخص.